# Fred D. Miller, Jr.
Fred Dycus Miller, Jr. (* 10. Januar 1944) ist ein US-amerikanischer Philosoph und Philosophiehistoriker.

## Leben
Nach dem B.A. in Philosophie und Geschichte 1966 an der Portland State University und einem M.A. in Philosophie an der University of Washington wurde er dort 1971 mit einer Dissertation zu Aristotle’s Account of Being and Truth bei David Keyt zum Ph.D. in Philosophie promoviert. 1972 wurde er an der Bowling Green State University als Assistant Professor angestellt und 1977 zum Associate Professor, 1982 zum Professor ernannt. Von 1981 bis 2012 war er Direktor des Social Philosophy and Policy Center seiner Universität. 2013 wurde er emeritiert. Seit 2011 ist er zugleich Research Professor am Center for the Philosophy of Freedom der University of Arizona.
Gastprofessuren führten ihn 1977 an die University of Washington und an die Johns Hopkins University sowie 1993 an die University of Waterloo in Ontario, Kanada. Von 1998 bis 2004 war er Präsident der Society for Ancient Greek Philosophy.
Miller hat im Wesentlichen zu verschiedensten Themen der politischen Philosophie und der Sozialphilosophie publiziert. Auf dem Gebiet der antiken Philosophie ist er vor allem durch Arbeiten zur Politik des Aristoteles und dessen politischer Philosophie hervorgetreten. Ein Sammelband behandelt das gute Leben und die antike Eudämonie. Darüber hinaus hat er zur Ontologie des Aristoteles und zu einem Kommentar zum Buch Lambda (12) der Metaphysik gearbeitet, als dessen Verfasser er nicht Alexander von Aphrodisias, sondern den byzantinischen Philosophen Michael von Ephesos (12. Jh.) annimmt. Eine Übersetzung hat er der aristotelischen Schrift Über die Seele und den psychologischen Schriften gewidmet, die unter der Bezeichnung Parva naturalia zusammengefasst sind.

## Schriften (Auswahl)
Monographien
- Aristotelian statecraft. Studies in the political philosophy of Aristotle. (Aristote. Traductions et études). Peeters, Leuven 2024, ISBN 9789042950757.
- Nature, Justice, and Rights in Aristotle’s Politics. Clarendon Press, Oxford 1995. – Rezension von Randall R. Curren, Reason Papers 22, 1997, S. 144–153, (online).
- Aristotle’s Account of Being and Truth. Ph.D. Dissertation, University of Washington 1971, (online).

Übersetzungen
- ‘Alexander of Aphrodisias’, On Aristotle’s Metaphysics 12. Translation with introduction and notes. (Ancient Commentators on Aristotle, 114). Bloomsbury, London 2021.
- Aristotle’s De Anima and Parva Naturalia: The Complete Psychological Works. Translation with introduction and commentary. Oxford University Press, Oxford 2018. – Rezension von Jason W. Carter, Notre Dame Philosophical Reviews 2018.10.13

Herausgeberschaften
- mit Georgios Anagnostopoulos (Hrsg.): Reason and Analysis in Ancient Greek Philosophy. Essays in Honor of David Keyt. Springer, Dordrecht 2013.
- mit Ellen Frankel Paul und Jeffrey Paul (Hrsg.): Liberalism and Capitalism. Cambridge University Press, Cambridge 2012.
- mit David Keyt (Hrsg.): Freedom, Reason, and the Polis. Essays in Ancient Greek Political Philosophy. Cambridge University Press, Cambridge 2007.
- mit Ellen Frankel Paul und Jeffrey Paul (Hrsg.): Autonomy. Cambridge University Press, Cambridge 2003.
- mit Ellen Frankel Paul und Jeffrey Paul (Hrsg.): Bioethics. Cambridge University Press, Cambridge 2002.
- mit Ellen Frankel Paul und Jeffrey Paul (Hrsg.): Problems of Market Liberalism. Cambridge University Press, Cambridge 1998.
- mit Ellen Frankel Paul und Jeffrey Paul (Hrsg.): Scientific Innovation, Philosophy, and Public Policy. Cambridge University Press, Cambridge 1996.
- mit Ellen Frankel Paul und Jeffrey Paul (Hrsg.): Contemporary Political and Social Philosophy. Cambridge University Press, Cambridge 1995.
- mit Ellen Frankel Paul und Jeffrey Paul (Hrsg.): Cultural Pluralism and Moral Knowledge. Cambridge University Press, Cambridge 1994.
- mit Ellen Frankel Paul und Jeffrey Paul (Hrsg.): Property Rights. Cambridge University Press, Cambridge 1994.
- mit Ellen Frankel Paul und Jeffrey Paul (Hrsg.):  Altruism. Cambridge University Press, Cambridge 1993.
- mit Ellen Frankel Paul und Jeffrey Paul (Hrsg.): Liberalism and the Economic Order. Cambridge University Press, Cambridge 1993.
- mit Ellen Frankel Paul und Jeffrey Paul (Hrsg.):  The Good Life and the Human Good. Cambridge University Press, Cambridge 1992.
- mit David Keyt (Hrsg.): A Companion to Aristotle's Politics. Blackwell, Oxford 1991.
- mit Ellen Frankel Paul und Jeffrey Paul (Hrsg.): Ethics & Economics. Blackwell, Oxford 1985.
- mit Ellen Frankel Paul und Jeffrey Paul (Hrsg.): Human Rights. Oxford University Press, Oxford 1984.

Artikel
- Aristotle on the Separability of Mind. In: Christopher Shields (Hrsg.), The Oxford Handbook of Aristotle. Oxford University Press, Oxford 2012, S. 306–339.
- Aristotle's Philosophy of Perception. In: Proceedings of the Boston Area Colloquium in Ancient Philosophy 15, 2000, S. 177–230.
- Aristotle's Philosophy of Soul. In: The Review of Metaphysics 53, 1999, S. 309–337.
- Aristotle’s Political Theory. In: Edward N. Zalta (Hrsg.): Stanford Encyclopedia of Philosophy. 1998; substantive revision 2022.